# Radzików (Basse-Silésie)
Pour les articles homonymes, voir Radzików.
Radzików est une localité polonaise de la gmina de Łagiewniki, située dans le powiat de Dzierżoniów en voïvodie de Basse-Silésie.

## Histoire
De 1742 à 1945, Rudelsdorf fait partie de l'arrondissement de Nimptsch puis à partir de 1932, de l'arrondissement de Reichenbach dans le district de Breslau au sein de la province de Silésie.